# Климова, Екатерина Александровна
Екатери́на Алекса́ндровна Кли́мова (род. 24 января 1978, Москва, СССР) — российская актриса театра, кино, телевидения и дубляжа.
Снялась более чем в пятидесяти фильмах, из которых наибольшую известность Климовой принесли дилогия «Мы из будущего» и «Мы из будущего 2». Сыграла также более чем в пятнадцати репертуарных спектаклях Центрального академического театра Российской армии и антрепризах.

## Биография
Родилась 24 января 1978 года в Москве. Отец — Александр Григорьевич Климов, свободный художник, в 1979 году был осуждён за непреднамеренное убийство, вернулся в семью, когда Климовой было уже 13 лет; скончался в 2010 году. Мать — Светлана Владимировна Климова, домохозяйка. У Екатерины есть старшая сестра Виктория (род. 1974). Семья жила в двухкомнатной квартире, воспитание детей строилось в православных традициях.
Прабабушка по отцу была таборной цыганкой, по этой линии Климова унаследовала смуглую кожу. В семье было принято бурное проявление чувств. Атмосфера детства оказала влияние на формирование личности Климовой: уже став известной актрисой, она отличалась волевым, своенравным характером и экспрессивным поведением как в личной жизни, так и на съёмочной площадке.
После окончания школы Климова поступила на подготовительные курсы во ВГИК. В 1999 году окончила с красным дипломом актёрский факультет Высшего театрального училища имени М. С. Щепкина (мастерская Н. Н. Афонина).

## Карьера
По окончании училища была приглашена режиссёром Борисом Морозовым в Центральный академический театр Российской армии на роль Дездемоны в спектакле «Отелло». В 2001 году за эту роль актриса получила премию «Хрустальная роза Виктора Розова» в категории «Актёры до 30 лет». Преподавала сценическую речь и актёрское мастерство в детском модельном агентстве, работала в рекламе на радио и телевидении. Песни в исполнении Екатерины звучат в телесериалах «Игры в подкидного», «Бедная Настя» (романс «О, если б грусть моя…»), «Точка кипения», в мюзикле «Бюро счастья», снималась в киножурнале «Фитиль». Работала в «Театральной компании Сергея Виноградова»; участвует в театральных проектах П. А. Штейна и играет в антрепризе.
Дебют в кинематографе состоялся в 2001 году, когда Климова снялась в эпизодической роли Жанны д’Альбре в трагикомической фантасмагории Карена Шахназарова «Яды, или Всемирная история отравлений». Первая большая роль была сыграна в том же году в авантюрно-криминальном телесериале «Игры в подкидного», где приключения молодой любовницы изобиловали эротическими сценами. Впоследствии Климова часто исполняла на экране и сцене роль возлюбленной или жены со своим вторым супругом, актёром Игорем Петренко («Мы из будущего 2», «Мечты из пластилина», «Московские окна», «Грехи отцов», «Отмена всех ограничений»), а среди издержек актёрской профессии упоминала о том, что «ты должна с каким-то чужим человеком лежать в постели и изображать любовь».
Сыграла в фильмах «Грозовые ворота» и «Антикиллер Д. К.», в телесериалах «Бедная Настя», «Побег» и «Точка кипения». Одной из самых запоминающихся стала роль медсестры Нины Поляковой, сыгранная Климовой в дилогии «Мы из будущего» (фильмы «Мы из будущего» и «Мы из будущего 2»). В этом фильме Климова исполнила романс «За всё спасибо, добрый друг…» на стихи Елизаветы Стюарт, ставший популярным. Тембр голоса Климовой оценивался музыковедами как мягкий, бархатный, необычайно тёплый. В 2012 году под вокал Климовой и музыку Ивана Бурляева (включая рэповый фрагмент) фигуристами и бывшими супругами Татьяной Навкой и Александром Жулиным был исполнен ностальгический танец воспоминаний в рамках телевизионного шоу «Ледниковый период. Кубок профессионалов».
В 2012 году в комедии «Свидание» режиссёра Юсупа Бахшиева Климова предстала в роли сексапильной учительницы. Обозреватель издания Gazeta.ru обратил внимание на неподвластность искушению героини Екатерины дворцами и бриллиантами, отметил актрису в сцене проката на мотоцикле через всю Москву лёжа на раме спиной и с раскинутыми ногами. Сам фильм оценён как эпигонская эклектика с набором разрозненных впечатляющих эпизодов по мотивам американской картины «Свидание вслепую» (1987) с Брюсом Уиллисом и прототипом Климовой в исполнении Ким Бейсингер.
В 2013 году сыграла одну из главных ролей — преуспевающей и удачливой телеведущей в фильме «Икона сезона». Персонаж Климовой — типичный гламурный обитатель глянцевых миров, праздно кочующий с одной модной тусовки на другую, но стремительно преображающийся с появлением в жизни настоящего сильного чувства.
В 2013—2014 году снималась во Львове, Минске и Хмельницкой области в приключенческом шпионском телесериале С. Гинзбурга «Волчье солнце», действие которого, основанное на исторических событиях, разворачивается в 1924 году на границе Советской Белорусии и Польши. Участие в этой картине оказались важным событием и в личной жизни актрисы: на съёмочной площадке она познакомилась со своим третьим мужем Гелой Месхи.
Летом 2014 года Первый канал показал трёхчастный телесериал «Куприн», где Климова снялась в 4-серийной экранизации повести «Поединок» режиссёра Андрея Малюкова. Актрисе досталась психологически сложная роль второго плана — обольстительной, кокетливой и распутной хозяйки «коллекции пуговиц», искусительницы юного подпоручика Ромашова, рыцарски и трагически влюблённого в жену сослуживца. По оценке критики, Климова пронзительно и достоверно передала внутреннюю сущность фрустрирующего персонажа Раисы Петерсон; сильной стороной образа молодой, но уже бывалой совратительницы в дуэте с романтичным Никитой Ефремовым явились характерная для актрисы необузданная пассионарность, обжигающая игра глаз, чувственный язык жестов и почти балетная пластика. В сцене офицерского пикника Екатерина исполнила редко звучащий романс Е. Юрьева «Зачем любить, зачем страдать?», однако оперные высоты Климовой в этот раз не покорились.
С апреля по август 2014 года Климова в Санкт-Петербурге снималась в роли фрейлины Анны Вырубовой в историческом телесериале режиссёра Андрея Малюкова «Григорий Р.», основанном на документальных свидетельствах о жизни Григория Распутина. При создании художественного образа фрейлины, ничем ни внутренне, ни внешне не похожей на себя, важной актёрской задачей для Климовой было не исказить судьбу и характер реального, оставившего след в летописях человека. В основе сценария фильма лежали, в частности, дневники персонажа Климовой — Анны Вырубовой. В кадре Екатерина Климова носит подлинную обувь XIX века, а её платья и костюмы шились по старинным лекалам. Наиболее ценными, исторически убедительными актёрскими работами картины, воплощающими силу и неукротимость русского духа, признаны пронизанные страстью и драматическим накалом роли Климовой и «сибирского старца» (Владимир Машков).
Во второй половине 2014 года Климова снималась на Украине в мелодраме «Влюблённые женщины» и батальной драме «По законам военного времени», действие которой разворачивается в ходе наступления немецко-фашистских войск на Киев летом и осенью 1941 года, актриса — в роли следователя особого отдела. Особенностью продолжавшихся полгода в Киеве съёмок были их экстремальные условия: актёры регулярно находились в холодном подвале и «дышали плесенью в невыносимых условиях». В Москве Климова снималась в телесериале «Людмила Гурченко». В Санкт-Петербурге участвовала в кинопроекте «Чума. Новая сага о 1990-х». В 2015 году снималась в Москве в мистическом детективе «Опекун».
В сезоне 2014—2015 годов играла в спектаклях «Боинг-Боинг», «Заговор по-английски» по пьесе Э. Скриба «Стакан воды», а также главную роль в спектакле «Мастер и Маргарита» Театра имени М. А. Булгакова (режиссёр Сергей Алдонин). Весной 2015 года, по словам исполнителя роли Мастера актёра Михаила Химичёва, в мизансцены были внесены коррективы в связи с четвёртой беременностью Климовой.
В ноябре 2015 года, после рождения четвёртого ребёнка, Климова озвучила одного из персонажей мультфильма «Маленький принц».

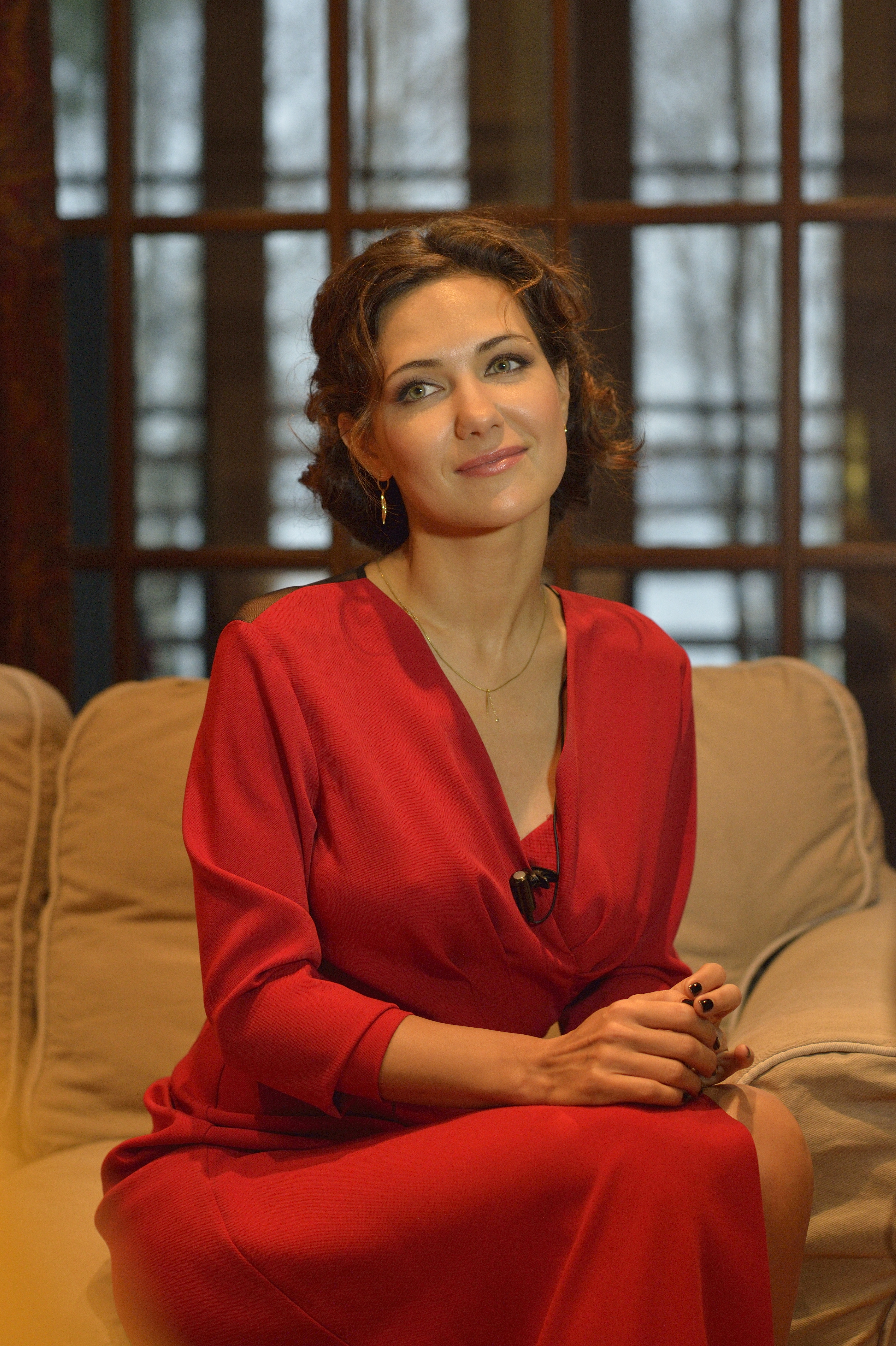
Екатерина Климова в 2013 году

17 ноября 2015 года Климова впервые после рождения четвёртого ребёнка появилась на публике и приняла участие в выпуске телепередачи «Вечерний Ургант» по случаю премьеры на Первом канале телесериала «Влюблённые женщины».
13 ноября 2017 года состоялась премьера мелодрамы Театра «Ателье» (Независимый театральный проект) «Love letters» по пьесе американского драматурга XX века Альберта Рамсделла с участием Климовой и Гоши Куценко. История любви в эпистолярном жанре, начавшейся в 8-летнем возрасте, мозаично прошедшей через юность и зрелость, но в реальности так и не осуществлённой. По состоянию на 2019 год антрепризный спектакль, исполняемый раз в месяц в разных городах России, шёл с аншлагом.

## Влияние и критика
Своим любимым режиссёром Климова называет Андрея Малюкова, доверившего ей такие разноплановые роли, как санитарка Нина («Мы из будущего»), Анна Вырубова (телесериал про Распутина), Раиса Петерсон (телесериал «Куприн»). Вместе с тем, критиками отмечалось, что выбор ролей для Екатерины основан прежде всего на внешней привлекательности персонажа, а когда требуется «выпрыгивать из окопа, ползать под пулями и подрываться на мине», то при исполнении трюков Климову дублирует профессиональная каскадёрша.
Изначальным прототипом, «тайно сопричастным» к галерее сыгранных актрисой ролей роковых, коварных и соблазнительных женщин, Климова называла образ Миледи из «Трёх мушкетёров».
Среди актёров, оказавших на неё влияние, Климова особо выделяет Владимира Машкова, Ингеборгу Дапкунайте и Андрея Смолякова.
В одном из интервью 2015 года Климова сожалела, что так и не стала актрисой фестивального кино. Иностранными языками Климова не владеет.

## Личная жизнь
Первый муж — ювелир Илья Хорошилов, с которым Климова познакомилась, будучи школьницей, в 15 лет. Супруги развелись в 2004 году. От этого брака Климова имеет дочь — Елизавету Хорошилову (род. 02.03.2002), студентку факультета журналистики МГУ.

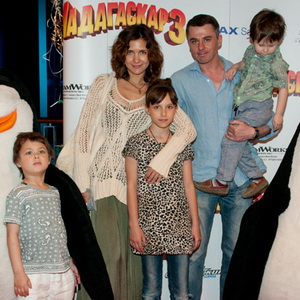
Игорь Петренко и Екатерина Климова с детьми на премьере продолжения франшизы «Мадагаскар 3» 2 июня 2012 года

Второй муж — актёр театра и кино Игорь Петренко, учился в театральном училище имени М. С. Щепкина на курс младше. Роман с Петренко у Климовой начался в 2003 году, когда их обоих пригласили на съёмки сериала «Лучший город Земли». Пара поженилась 31 декабря 2004 года. Прожили почти 10 лет, брак фактически распался летом 2013 года. 10 июля 2014 года Тверской районный суд города Москвы оформил развод. От этого брака Климова имеет двоих сыновей: Матвея Петренко (род. 2006) и Корнея Петренко (род. 2008). С ноября 2013 года Климова с детьми живёт в коттеджном посёлке Павлово по Новорижскому шоссе в Подмосковье. Впоследствии бывший супруг сохранил за ней и московскую квартиру.
В одном из интервью Климова отметила, что в первую очередь чувствует себя матерью, и лишь затем — актрисой. Важными для женщины качествами она считает умение быть мудрой, сообразительной, доверять интуиции и слышать прежде всего голос своего сердца, а не разума; себя признаёт «ревнивой до умопомрачения». Многие годы актёрская семья Климовой и Петренко считалась в прессе образцовой, регулярно освещалась в глянцевых журналах и на телевидении. Оценивая распад казавшегося крепким брака, Климова публично попросила прощения «у всех, кто верил в нашу любовь, брал с нас пример»; Игорь Петренко в интервью для СМИ возложил на себя значительную долю вины за случившееся, постфактум охарактеризовал бывшую супругу по страсти как «настоящую хищницу», нисколько не похожую на овечку, упомянул о кратком флирте Климовой с музыкантом Романом Архиповым в Лас-Вегасе, но в то же время выразил мнение, что «лучше неё, наверное, нет матери и жены на этом свете».
5 июня 2015 года Климова вышла замуж за актёра Гелу Месхи, с которым она некоторое время жила в фактическом браке. В сентябре 2015 года родила дочь Изабеллу (Беллу). В июне 2019 года по инициативе Климовой брак был расторгнут в суде.

## Увлечения
С детства Екатерина Климова любила меха, украшения, яркие наряды, белое и жёлтое золото, камни — сапфир, бриллиант и изумруд. Климова прыгает с парашютом, летает на параплане, водит мотоцикл, занималась фигурным катанием, лёгкой атлетикой. Любимые места отдыха — Бали и Барселона.

## Творчество

### Роли в театре

#### Независимый театральный проект
- 2004 — «Боинг-Боинг»[50] по пьесе Марка Камолетти — Мишель
- 2005 — «Жестокие танцы»[51] Танцевальный марафон по мотивам романа Хораса Маккоя «Загнанных лошадей пристреливают, не правда ли?[англ.]» — Глория
- 2017 — «Love Letters» («Любовные письма[англ.]»)[52] по пьесе Альберт Р. Герни — Александра

#### Другие театры
Сыграла более чем в пятнадцати репертуарных спектаклях Центрального академического театра Российской армии и антрепризах.
- «Отелло»
- «Пена дней»
- «Скупой»
- «Много шума из ничего»
- «Ленинградский романс»
- «www.LONDON.ru»
- «VENUS»
- «Оскар»
- «Заговор по-английски»
- «Мастер и Маргарита», 2014—2017

### Фильмография
| Год       |   | Название                               | Роль |
| --------- | - | -------------------------------------- | --- |
| 2001      | ф | Яды, или Всемирная история отравлений  | Жанна д’Альбре, королева Наварры |
| 2001      | с | Времена не выбирают                    | Инна Гаврюшина |
| 2000—2001 | с | Дальнобойщики                          | продавщица на рынке |
| 2001      | ф | Игры в подкидного                      | Синя |
| 2001      | с | Московские окна                        | Раиса |
| 2001      | ф | Не покидай меня, любовь!               | Катя |
| 2003      | ф | А поутру они проснулись                | Кэт |
| 2003      | с | Лучший город Земли                     | Раиса |
| 2003      | ф | Прощание в июне                        | Таня Репникова, дочь ректора |
| 2003—2004 | с | Бедная Настя                           | княжна Наталья Александровна (Наташа) Репнина, сестра Михаила Репнина, племянница Сергея Оболенского, младшая фрейлина императрицы, лучшая подруга Ольги Калиновской, невеста Андрея Долгорукого |
| 2004      | с | Грехи отцов                            | Екатерина Андросова |
| 2005      | с | Фитиль (сюжет «Мобильная свадьба»)     | невеста жениха |
| 2005      | ф | Двое у ёлки, не считая собаки          | Саша |
| 2005      | с | Моя Пречистенка                        | Катя Баринова |
| 2005      | с | Каменская 4                            | Юлия Блохина |
| 2005      | ф | Оскар                                  | Колетт |
| 2006      | с | Бес в ребро, или Великолепная четвёрка | Юнна |
| 2006      | ф | Грозовые ворота                        | Алина Доронина |
| 2008      | ф | Всё не случайно                        | Ксения Павловна |
| 2008      | ф | Второе дыхание                         | капитан Александра Бахтеева, военный психолог |
| 2008      | ф | Мы из будущего                         | Нина Полякова, медсестра санитарного батальона |
| 2008      | ф | Побочный эффект                        | Светлана |
| 2008      | ф | Тихая семейная жизнь                   | Инесса |
| 2009      | ф | Антикиллер Д.К.                        | Екатерина, молодой финансовый директор банка |
| 2010      | ф | Любовь под прикрытием                  | Татьяна |
| 2010      | ф | Мы из будущего 2                       | Нина Полякова, медсестра санитарного батальона |
| 2010      | с | Побег                                  | Светлана Геннадьевна Дунаева, адвокат, подруга Кирилла Панина (убита людьми из ОСО) (прототип — Вероника Донован)                                                                                |
| 2010      | ф | Сильная слабая женщина                 | Маша |
| 2010      | с | Точка кипения                          | Даша Коршунова |
| 2010      | с | У каждого своя война                   | Настя |
| 2011      | с | Весна в декабре                        | Ольга |
| 2011      | ф | Пушкен (не окончен)                    | снималась |
| 2011      | ф | Беременный                             | эвакуаторщик |
| 2012      | ф | Билет в один конец                     | Имя персонажа не указано |
| 2012      | ф | Матч                                   | Ольга Ковтун |
| 2012      | ф | Защитница                              | Мария Комиссарова |
| 2012      | ф | Мечты из пластилина                    | Оксана |
| 2012      | с | Мосгаз                                 | Вера Ильинична Томилина, жена (затем — бывшая жена) Ивана Черкасова, официантка |
| 2012      | с | Однажды в Ростове                      | Лиля, шифровальщица в КГБ |
| 2012      | с | Побег 2                                | Светлана Геннадьевна Дунаева, адвокат, неофициальная жена Кирилла Панина |
| 2012      | ф | Свидание                               | Анна Светлова |
| 2012      | с | Синдром дракона                        | Евгения Щёголева, подполковник ФСБ, заместитель Константина Запорожца |
| 2012      | ф | С новым годом, мамы!                   | Виктория Владимировна, мама Сони (Софьи Константиновны) |
| 2013      | ф | Курьер из «Рая»                        | Анна Сергеевна |
| 2013      | ф | Икона сезона                           | Катя |
| 2013      | ф | Я тебя никогда не забуду               | Вера, жена олигарха Виктора |
| 2014      | ф | Любовь в большом городе 3              | Анна |
| 2014      | с | Отмена всех ограничений                | Ирина Морозова |
| 2014      | ф | 7 главных желаний                      | фея |
| 2014      | ф | Чемпионы                               | мама Бори, юного хоккеиста |
| 2014      | с | Волчье солнце                          | Беата |
| 2013      | с | Горюнов                                | Мария Аркадьевна Калинина, медсестра военно-морского госпиталя, жена Александра Петровского |
| 2014      | с | Сердце ангела                          | Надежда Петровна, учительница литературы |
| 2014      | с | Куприн. Поединок                       | Раиса, жена Петерсона |
| 2014      | ф | Подарок с характером                   | Диана, жена Николая Железнова |
| 2014      | с | Григорий Р.                            | Анна Александровна Вырубова |
| 2015      | с | Влюблённые женщины                     | Светлана Шабалина |
| 2015      | с | Чума                                   | Вика Матилёва (Матильда) |
| 2015      | с | Людмила Гурченко                       | Валентина |
| 2015      | с | Опекун                                 | Ольга Олеговна Николаева |
| 2015—2024 | с | По законам военного времени            | Светлана Петровна Елагина, следователь, военный юрист |
| 2016      | ф | Я люблю своего мужа                    | Ольга Норова / Эмма |
| 2016      | с | Шакал                                  | Вера Ильинична Томилина, бывшая жена Черкасова, директор универмага «Московский» |
| 2017      | с | Вы все меня бесите!                    | Кристина, адвокат |
| 2017      | с | Торгсин                                | Анна Яровая |
| 2017      | ф | Ёлки новые                             | Ксения Ласточкина, телеведущая |
| 2017      | ф | Любовь и Сакс                          | Люба Бретаницкая, жена Севы, арфистка |
| 2018      | с | Молодёжка                              | Виктория Каштанова, спортивный директор «Медведей» |
| 2018      | с | Московская борзая 2                    | Алевтина Борзова / Вероника Зацепина, майор полиции |
| 2019      | ф | 1001 ночь, или территория любви        | Шахерезада |
| 2020      | с | Катран                                 | Вера Ильинична Томилина |
| 2021      | с | В активном поиске                      | Вера |
| 2021      | с | Вкус мести                             | Анна Долецкая, певица |
| 2022      | ф | Красная Шапочка                        | Мари |
| 2022      | ф | Артек. Большое путешествие             | Ковалёва, мама Ромы |
| 2022      | с | Просто Михалыч                         | жена Субботина |
| 2024      | ф | Конец славы                            | Катя (бывшая жена Вячеслава Агеева) |
| 2024      | с | Горький 53                             | Лида Шведова |
| 2024      | ф | Руки вверх                             | снималась |
| 2024      | с | Просто Михалыч 2                       | жена Субботина |

### Озвучивание
- 2015 — Маленький принц — мать
- 2017 — Мата Хари — Мата Хари (роль Ваины Джоканте)

### Работа в видеоклипе
В 2011 году снялась в клипе Стаса Михайлова «Спаси меня».
Баста — Любовь без памяти.

### Участие в рекламе
В 2011 году стала лицом торговой марки Garnier Color Naturals, позже — послом испанской ювелирной компании TOUS в России.

## Награды
- 2001 — премия «Хрустальная роза Виктора Розова» в категории «Актёры до 30 лет» — за исполнение роли Дездемоны в спектакле «Отелло» режиссёра Бориса Морозова на сцене Центрального академического театра Российской армии[4][8].
- 2008 — медаль «За укрепление боевого содружества» Министерства обороны Российской Федерации — за исполнение роли капитана Бахтеевой в художественном фильме «Второе дыхание»[55][56].
- 2011 — ежегодная премия «Пара года» в номинации «Гармония» (совместно с Игорем Петренко)[57].
- 2020 — финалист II конкурса «ТЭФИ-Летопись Победы» в номинации «Лучшая актриса телефильма/сериала», за роль в телесериале «По законам военного времени»[58].
- 2021 — приз «Хрустальный глобус» имени Николая Олялина «За актёрское мастерство» на XIX Международном фестивале военного кино имени Ю. Н. Озерова.